# Randkaktussläktet
Randkaktussläktet (Copiapoa) är ett suckulent växtsläkte inom familjen kaktusväxter.

## Beskrivning
Arter i randkaktussläktet är klotformade till cylindriska och de största kan bli upp till en meter höga och upp till tjugo centimeter tjocka. I de flesta fall är de tuvbildande och med tiden blir de stora klungor. Några arter har en riktig pålrot med smal nacke just i övergången från rot till ovanjordisk planta. Växtkroppens utseende varierar, en del är grönaktigt bruna, medan många av de större arterna har en kalkgrå kropp som hjälper dem att reflektera solljuset. De har tio till tjugo starkt markerade åsar, antingen rundade eller spetsiga, på vilka det sitter runda areoler med vitbrun ull. Taggarna kan delas in i radiärtaggar och centraltaggar, de senare står rakt ut från plantan. När taggarna är nya är de brunaktiga, men efter hand övergår de i grått eller vitt och blir från 2,5 till 3,8 centimeter långa med upp till cirka tio radiära taggar och en till två centrala. Blommorna kommer i mitten av plantan och skiftar i olika gula nyanser. De är trattformade med en mycket kort pip och blir från 2,5 till 3,8 centimeter i diameter. Frukterna är ganska små, släta samt torra då de är mogna.
Det vetenskapliga namnet Copiapoa kommer av att många arter växer i just regionen Copiapó i Chile.

## Förekomst
Randkaktussläktet härstammar ursprungligen från Chile. De växer mestadels i den norra delen av landet, Atacama, nästan ända upp till gränsen mot Bolivia. De återfinns från öknarna vid kusten, likväl som på Andernas lägre, västra, sluttningar. I regel växer de i fullt solljus på stenig klippig mark.

## Odling
Arter i randkaktussläktet är inte svåra att odla men det kan, med undantag av miniatyrerna, ta upp tio år innan de blommar från frösådd. De trivs bäst i en jordblandning som består av lika delar sand och humus, med måttlig vattning från vår till höst och med avhållsam bevattning vid mulet väder. För att få dem att blomma bör de hållas svala under vintern och de tål en minimitemperatur ner till 5° C, under förutsättning att de hålls helt torra.

## Arter
| - Bronsrandkaktus (C. montana) F.Ritter - Brun randkaktus (C. echinoides) (Salm-Dyck) Britt. & Rose - Doftrandkaktus (C. esmeraldana) F.Ritter - Flat tuvrandkaktus (C. cinerascens) (Salm-Dyck) Britton & Rose - Grå randkaktus (C. cinerea) (Phil.) Britt. & Rose - ssp. columna-alba (F.Ritter) D.R.Hunt - ssp. haseltoniana (Backeb.) N.P.Taylor - Jordrandkaktus (C. hypogaea) F.Ritter - ssp. laui (Diers) G.J.Charles - Klotrandkaktus (C. calderana) F.Ritter - ssp. atacamensis (Middled.) D.R.Hunt - Liten randkaktus (C. humilis) (Phil.) Hutchison - ssp. tenuissima (D.R.Hunt) D.R.Hunt - ssp. tocopillana (F.Ritter) D.R.Hunt - ssp. varispinata (F.Ritter) D.R.Hunt | - Randkaktus (C. krainziana) F.Ritter - Sydrandkaktus (C. coquimbana) (Rümpler) Britton & Rose - Tuvrandkaktus (C. serpentisulcata) F.Ritter - C. ahremephiana N.P.Taylor & G.J.Charles - C. dealbata F.Ritter - C. decorticans N.P.Taylor & G.J.Charles - C. fiedleriana (K.Schum.) Backeb. - C. grandiflora F.Ritter - C. longistaminea F.Ritter - C. marginata (Salm-Dyck) Britton & Rose - C. megarhiza Britton & Rose - ssp. echinata (F.Ritter) G.J.Charles - C. solaris (F.Ritter) F.Ritter - C. taltalensis (Werderm.) Looser - ssp. desertorum (F.Ritter) G.J.Charles |

## Bilder

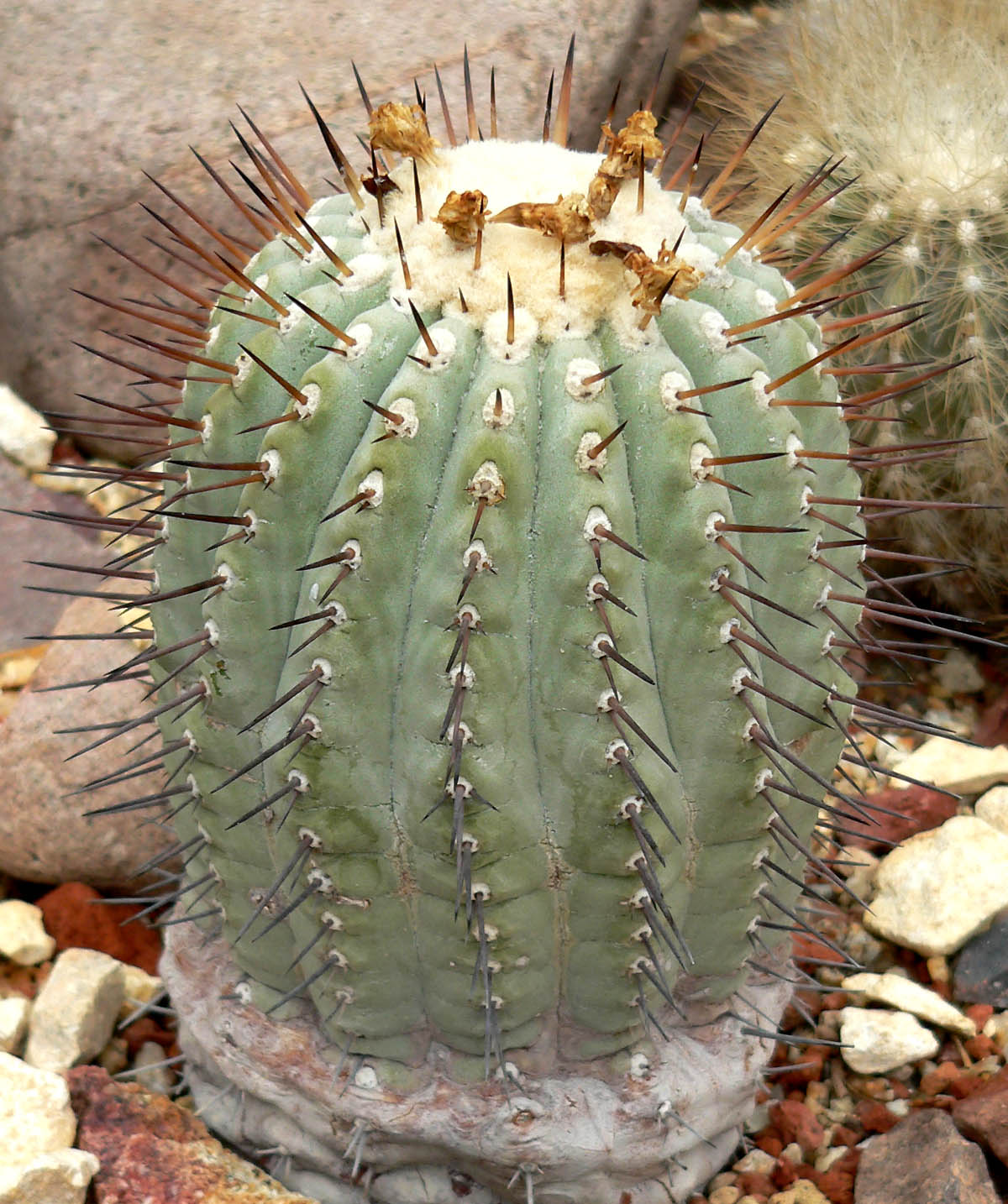
Grå randkaktus (C. cinerea)
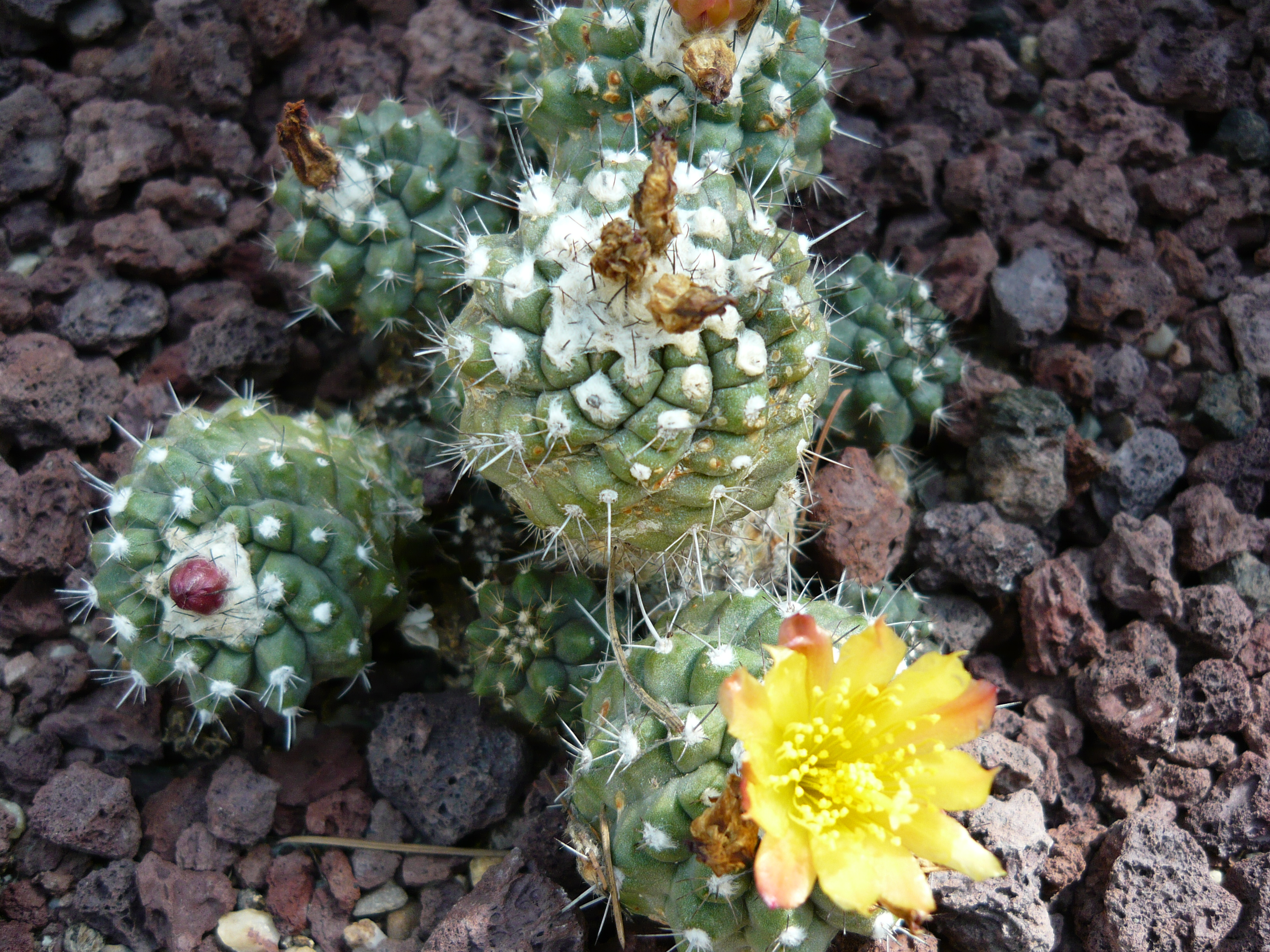
Liten randkaktus (C. humilis)
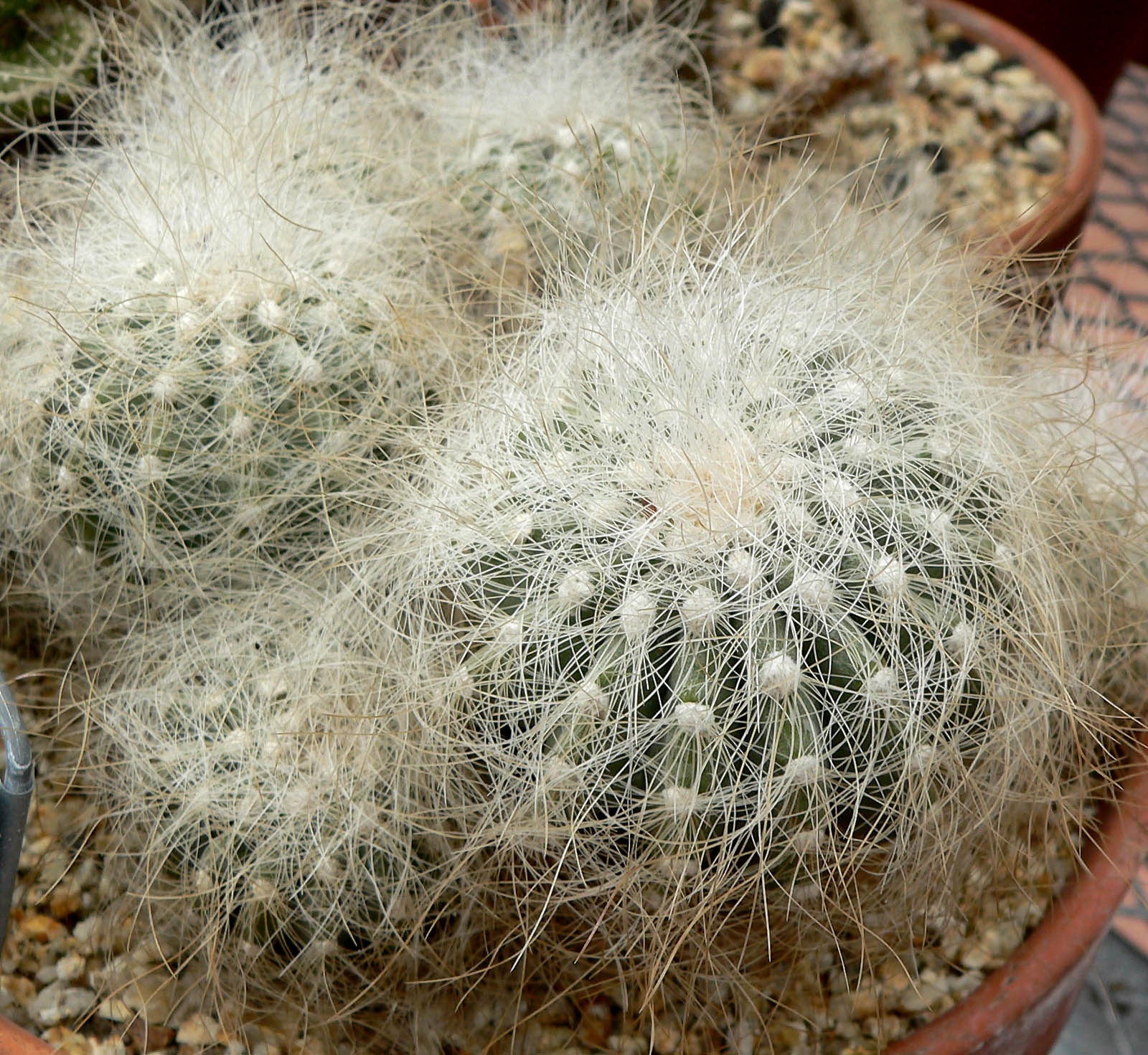
Randkaktus (C. krainziana)
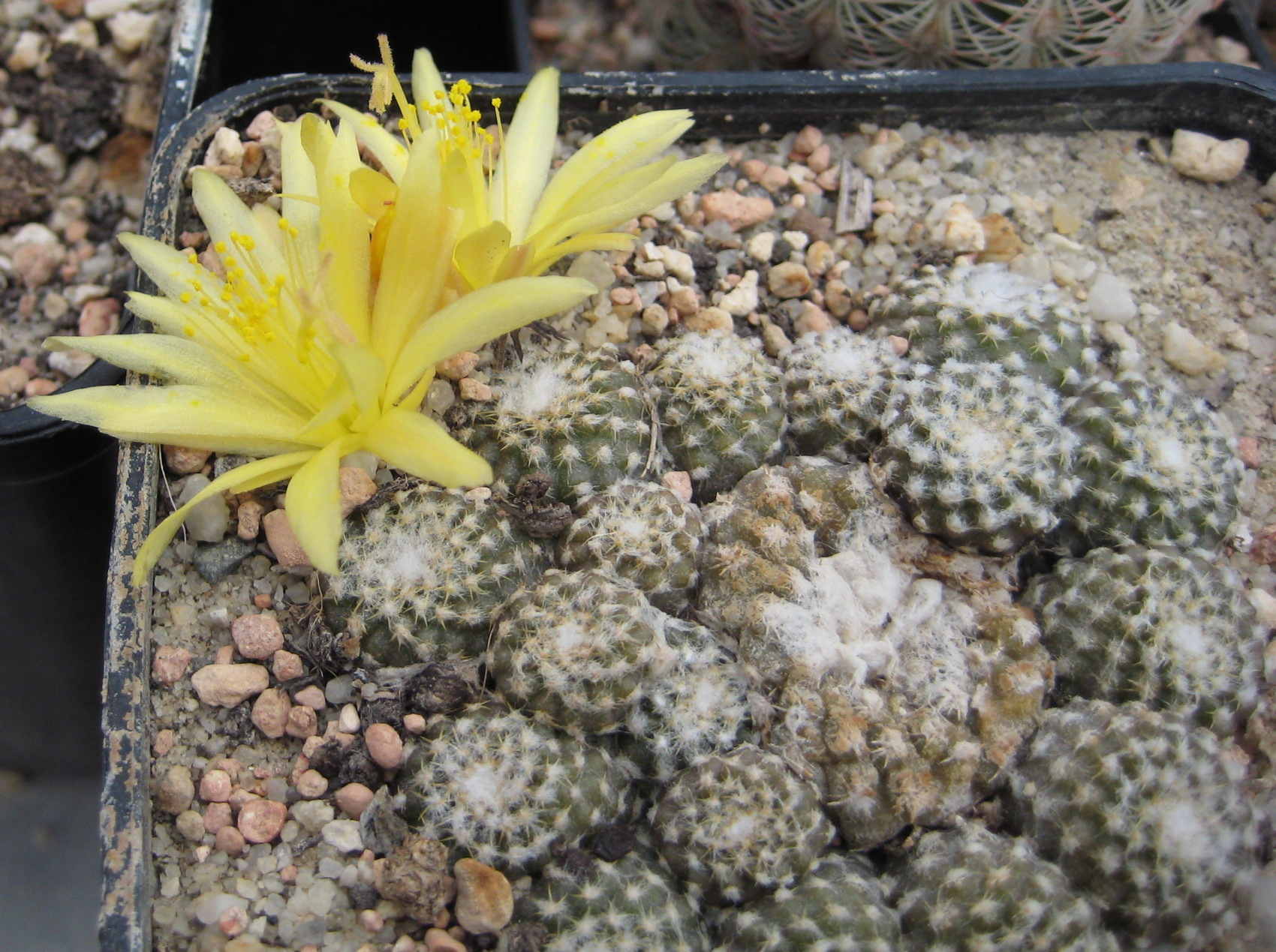
Liten jordrandkaktus (C. hypogaea ssp. laui)
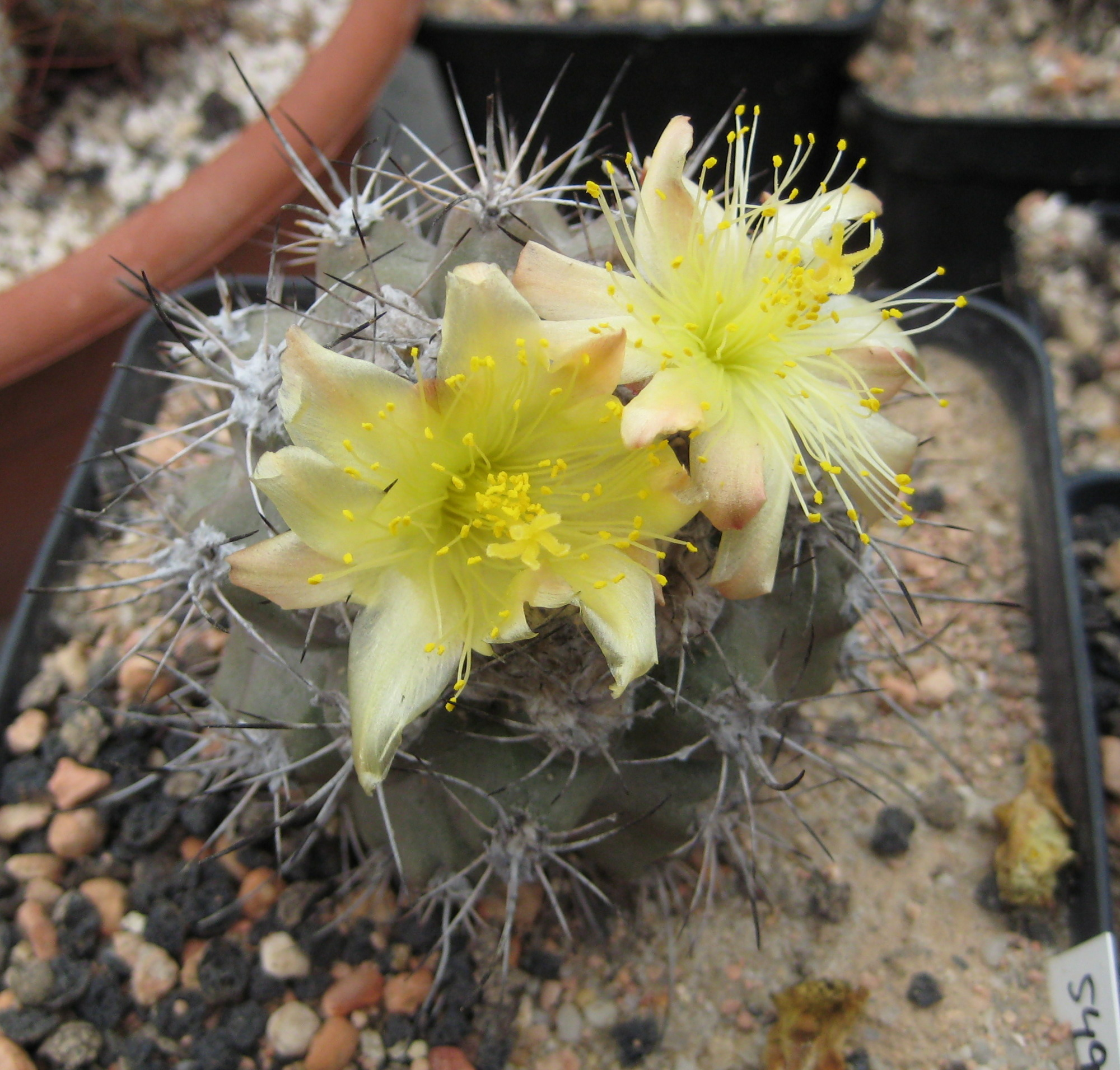
Bronsrandkaktus (C. montana)
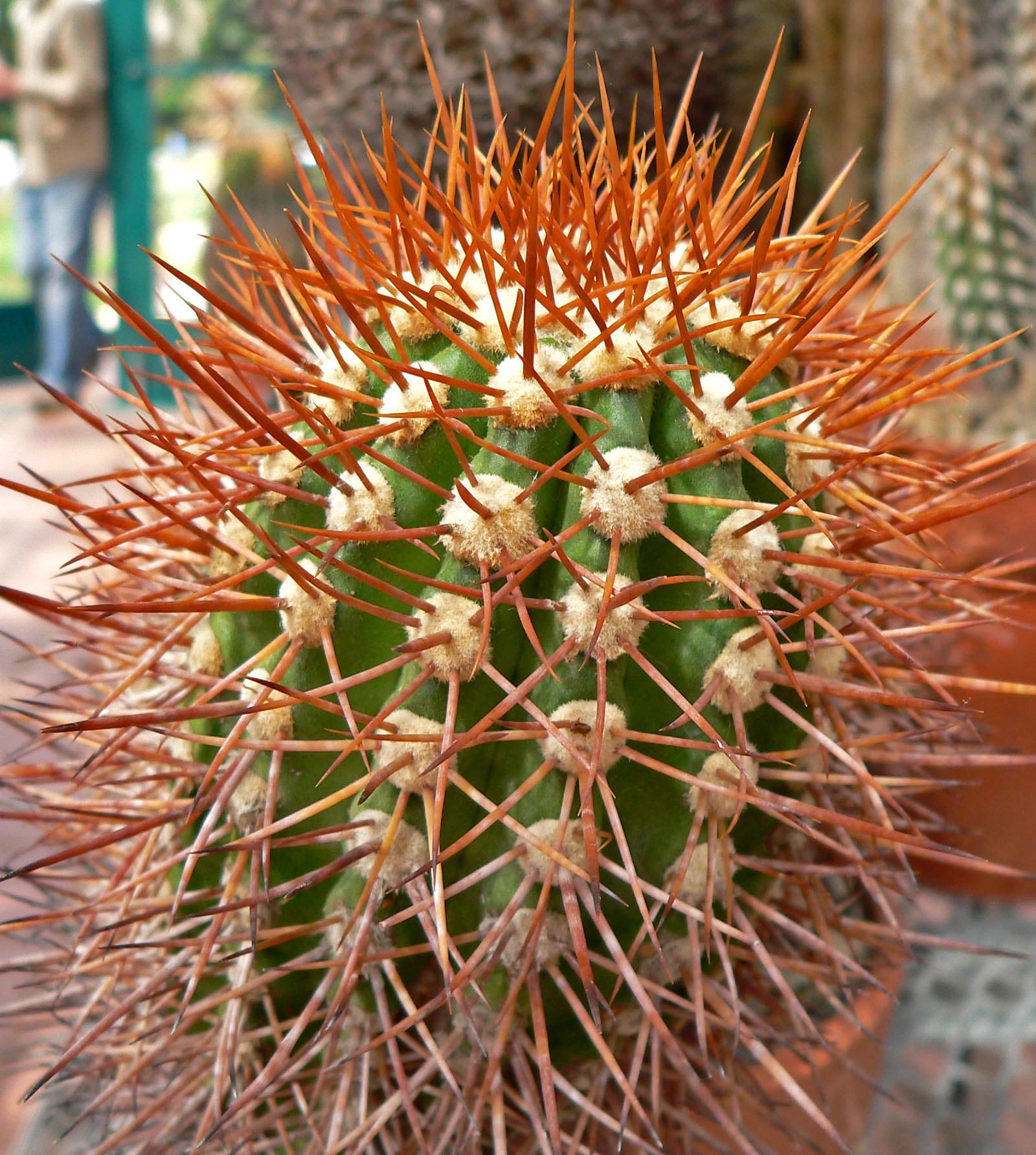
C. taltalensis